# 黑斯海姆
黑斯海姆是德国莱茵兰-普法尔茨州的一个市镇。总面积5.78平方公里，总人口2989人，其中男性1447人，女性1542人（2011年12月31日），人口密度517人/平方公里。